# RPS4Y1
بروتين الريبوسوم S4، النظير Y النسخة الأولى (بالإنجليزية: Ribosomal Protein S4, Y isoform 1)‏ (RPS4Y1) هوَ بروتين يُشَفر بواسطة جين RPS4Y1 في الإنسان. الريبوسومات هي العضيات التي تحفز تخليق البروتين، تتكون من وحدة فرعية صغيرة 40S ووحدة فرعية كبيرة 60S. تتكون هذه الوحدات الفرعية معًا من 4 أنواع من رنا RNA وحوالي 80 بروتينًا مميزًا من الناحية الهيكلية. ويعد أحد مكونات الوحدة الصغرى 40S للريبوسوم والذي يلعب دورًا مهمًا في الترجمة في عملية الاصطناع الحيوي للبروتين (التي تشكل جزءا من عملية التعبير الجيني).

## الأهمية السريرية
وجد أن النقص في هذا الجين يلعب دورًا هامًّا في متلازمة تيرنر.

## روابط خارجية
- نظرة شاملة على جميع المعلومات الهيكلية المتاحة في بنك بيانات البروتينات (PDB) لـقاعدة البيانات يونيبروت (UniProt): P22090 (بروتين الريبوسوم S4، النظير Y النسخة الأولى) في بنك بيانات البروتين في أوروبا (PDBe-KB).